# Passaporto greco
Il passaporto greco (Ελληνικό διαβατήριο) è un documento di identità rilasciato ai propri cittadini dalla Repubblica Ellenica per i loro viaggi fuori dall'Unione europea e dallo Spazio economico europeo.
Vale come prova del possesso della cittadinanza greca ed è necessario per richiedere assistenza e protezione presso le ambasciate greche nel mondo.

## Caratteristiche
Il passaporto greco rispetta le caratteristiche dei passaporti dell'Unione europea.
La copertina è di colore rosso borgogna con lo stemma nazionale greco al centro. Le scritte "ΕΥΡΩΠΑΙΚΗ ΕΝΩΣΗ" (UNIONE EUROPEA)  e "ΕΛΛΗΝΙΚΗ ΔΗΜΟΚΡΑΤΙΑ" (REPUBBLICA ELLENICA) sono posizionate sopra lo stemma mentre la parola "ΔΙΑΒΑΤΗΡΙΟ" (PASSAPORTO) è in basso.
Nel passaporto biometrico (e-passport) compare anche l'apposito simbolo 
Contiene 32 pagine ed è valido 5 anni.
Tutti i campi della pagina del portatore sono indicati in greco e in inglese, con la traduzione nelle altre lingue dell'UE altrove nel passaporto. Le informazioni principali del portatore (nome e luogo di nascita) sono trascritte dal greco alla scrittura latina. Vengono mostrati i seguenti campi:
- Tipo (P per Passaporto)
- Foto (Larghezza: 40mm, Altezza: 60mm; Altezza testa (fino alla sommità dei capelli): 34mm; Distanza tra la parte inferiore della foto e la linea degli occhi: 32mm)
- Numero di passaporto
- Paese [ΕΛΛ/GRC]
- Cognome [greco/scrittura latina)
- Nome [greco/scrittura latina)
- Nazionalità [ΕΛΛΗΝΙΚΗ/Hellenic]
- Data di nascita [scrittura latina]
- Luogo di nascita [scrittura greca/latina]
- Sesso [M/F]
- Data di emissione [scrittura latina]
- Data di scadenza [scrittura latina]
- Ufficio di emissione [scrittura greca/latina]
- Altezza

La pagina del portatore contiene una striscia leggibile a macchina che inizia con P<GRC.

### Caratteristiche di sicurezza
L'ultima versione del passaporto greco soddisfa gli standard internazionali definiti dall'Organizzazione Internazionale dell'Aviazione Civile (ICAO). Le nuove caratteristiche includono la laminazione sicura (O.V.D.), l'inchiostro che cambia colore (O.V.I.), pagine con disegni intricati, microtesti, filigrane, fili di sicurezza, immagini visibili solo con la luce ultravioletta, stampa in rilievo (calcografia), e un chip. I dati memorizzati sul chip sono protetti utilizzando tecniche avanzate di crittografia digitale.

dal 1932 Seconda Repubblica Ellenica
dal 1970 Regno di Grecia
dal 1980 Terza Repubblica Ellenica
dal 2006 Terza Repubblica Ellenica Standard Unione Europea
dal 2007-attuale Terza Repubblica Ellenica Standard Unione Europea
dal 2007-attuale Passaporto diplomatico